# Isaak Brodsky
Pour les articles homonymes, voir Brodsky.
Isaak Izraïlevitch Brodsky (en ukrainien : Бродський Ісаак Ізраїльович, en russe : Исаак Израилевич Бродский), né le 25 décembre 1883 (6 janvier 1884 dans le calendrier grégorien) dans le village de Sofiïevka, près de Berdiansk, dans le gouvernement de Tauride (Empire russe, aujourd'hui en Ukraine) et mort le 14 août 1939 à Leningrad (Union soviétique), est un peintre soviétique dont le travail s'inscrit dans le réalisme socialiste soviétique.

## Histoire
Il étudie à Odessa  en même temps que David Bourliouk, futur militant de l'avant-garde russe. Il est admis en 1902 à l'Académie des Beaux-arts de Saint-Pétersbourg, puis se lance dans la caricature politique et soutient la révolution de 1905. Cela le mène presque à l'exclusion de l'Académie et à la privation du droit de vivre hors de la Zone de Résidence de la communauté juive. En 1909-1910, cette même Académie subsidie son voyage en Europe et en Italie, où il se rapproche de Maxime Gorki. Avant la révolution, il a peint dans un style Art nouveau adouci. Mais après celle-ci, il réalise de gigantesques compositions  sur des thèmes politiques, avec une précision photographique. Il peint des portraits de Staline, Lénine, Gorki et d'autres membres du Parti communiste et de l'armée. Il entre à l'Association des artistes de la Russie révolutionnaire en 1924 et devient directeur de la section de Leningrad. Il en est exclu à la suite d'une vague de radicalisme en 1929. Plusieurs de ses tableaux sont détruits au gré des condamnations politiques de l'époque de Staline.
Il parvient toutefois à se tirer de sa situation politiquement précaire grâce à ses nombreuses relations dans la nomenklatura du Parti. Devenu recteur de l'Académie russe des Beaux-Arts en 1934, il utilise ses relations pour soutenir des artistes  de l'avant-garde persécutés, qu'il a connu dans sa jeunesse. Sa collection personnelle de tableaux reflète des goûts très éloignés du réalisme socialiste et révèle les aspects authentiques de cet artiste.
En 1930, il obtient un regain d'intérêt en offrant sa collection de 200 cartes-postales des photos d'hommes politiques qu'il détenait au musée d'art de Berdiansk. Elles font l'objet de nombreuses copies. Isaak Brodski meurt le 14 août 1939, à Leningrad, il y est enterré à la passerelle des Écrivains du cimetière Volkovo.

## Galerie d'images

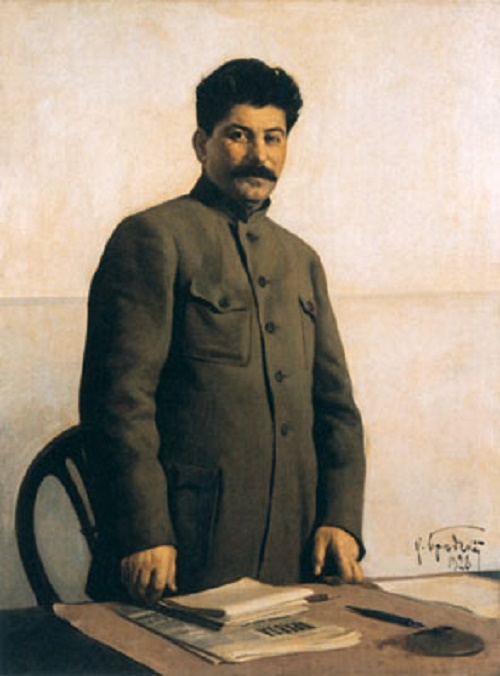
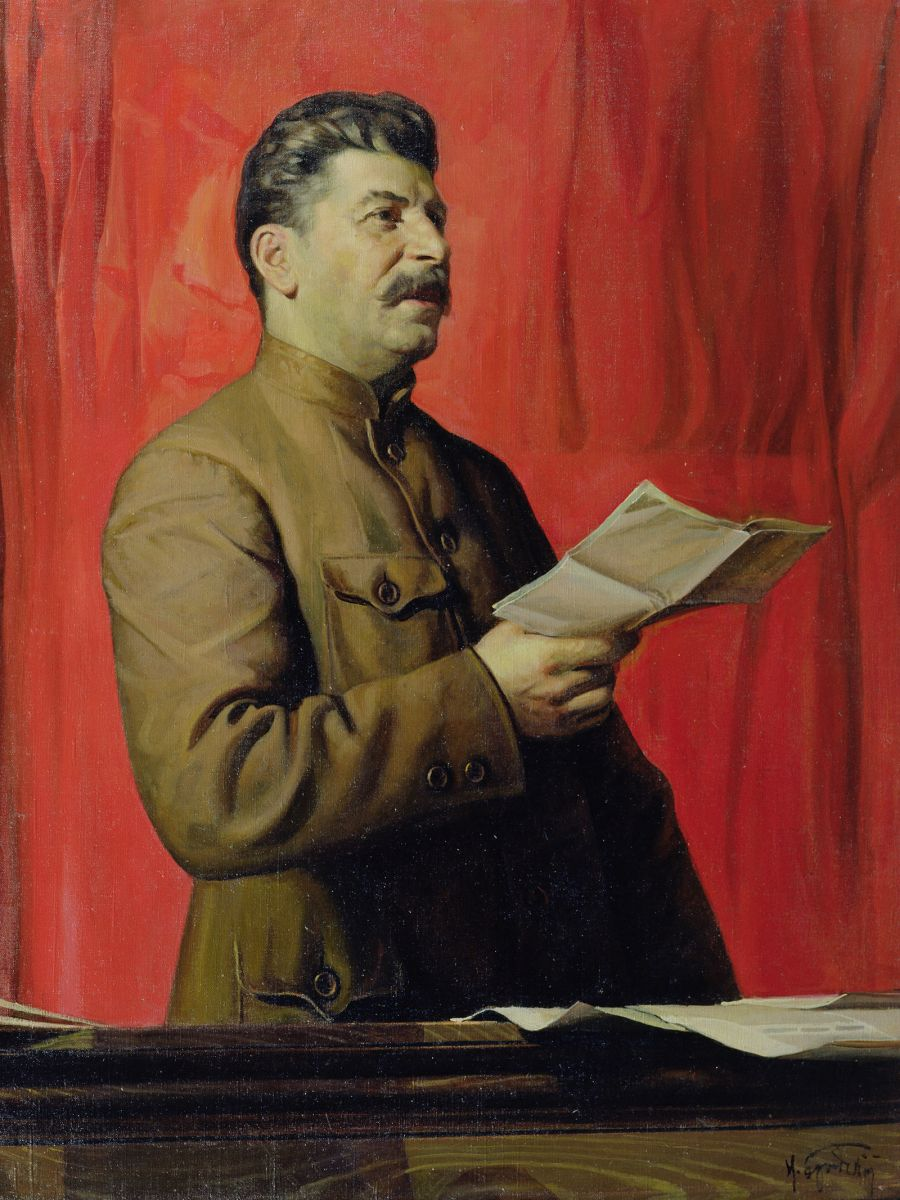
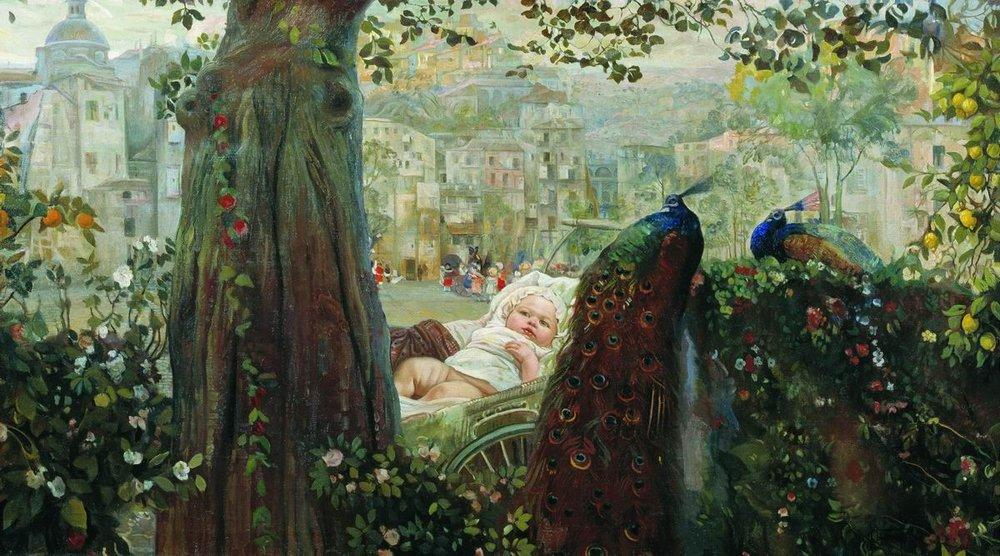
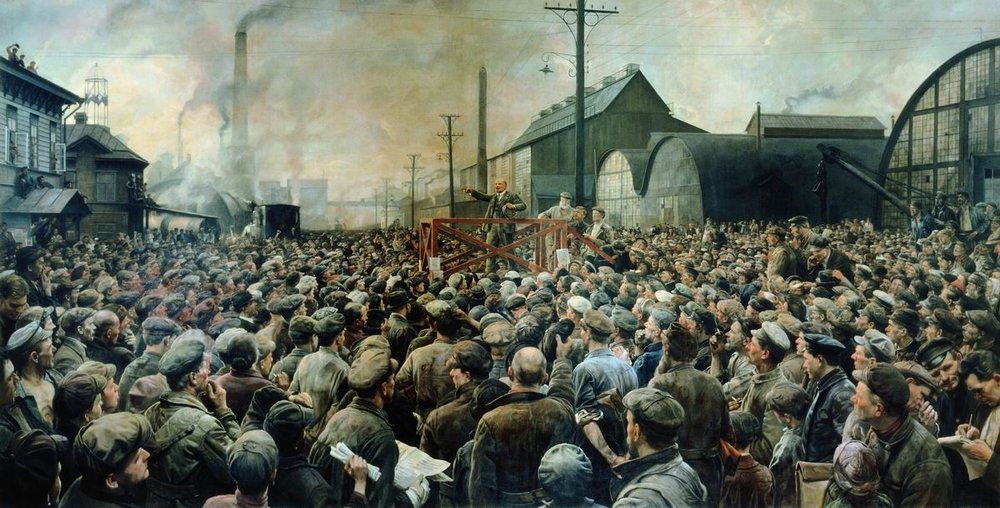
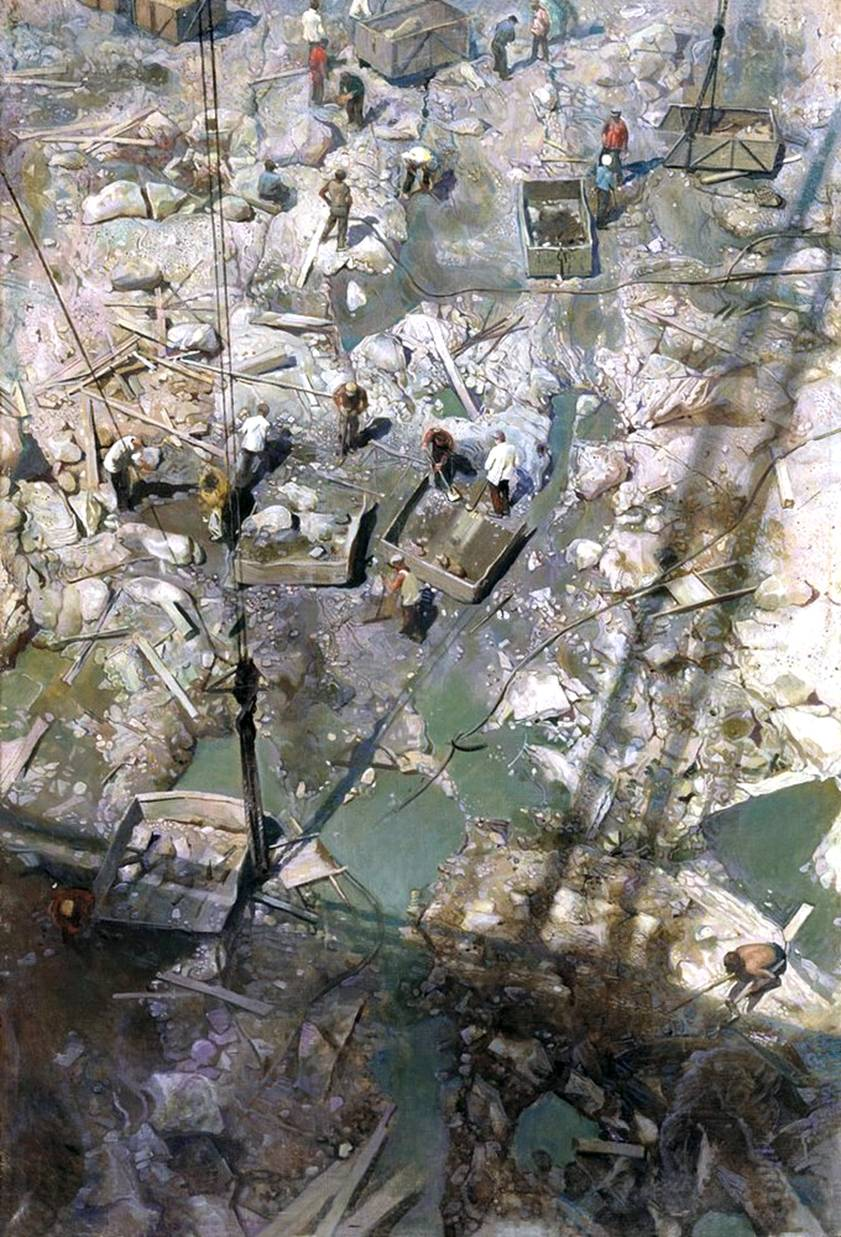
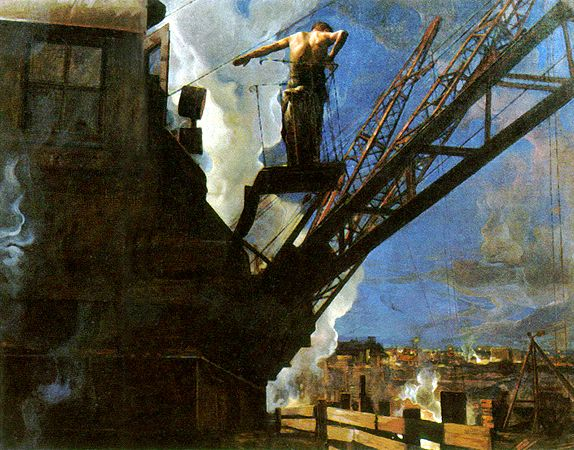
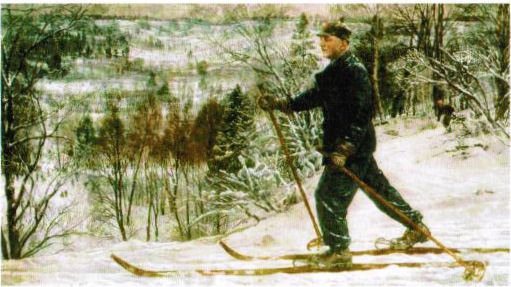
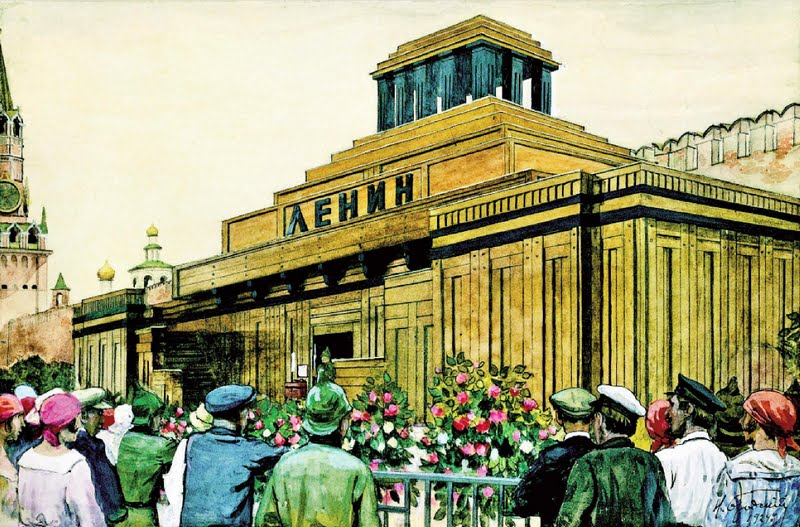